# Élections législatives de 1936 dans les Landes
Les élections législatives françaises de 1936 ont lieu les 26 avril et 3 mai. Les électeurs du département des Landes élisent 4 députés à la Chambre.

## Élus
| Circonscription                        | Député élu      | Groupe politique | Groupe politique |
| -------------------------------------- | --------------- | ---------------- | ---------------- |
| Arrondissement de Dax                  | Robert Lassalle |                  | PRRRS            |
| Arrondissement de Mont-de-Marsan (1re) | Robert Bézos    |                  | PRRRS            |
| Arrondissement de Mont-de-Marsan (2e)  | Antoine Dubon   |                  | USR              |
| Arrondissement de Saint-Sever          | Pierre Fully    |                  | PRRRS            |

## Résultats à l'échelle du département
| Partis         | Partis                                           | Premier tour | Premier tour | Deuxième tour | Deuxième tour | Sièges |
| Partis         | Partis                                           | Voix         | %            | Voix          | %             | Sièges |
| -------------- | ------------------------------------------------ | ------------ | ------------ | ------------- | ------------- | ------ |
|                | Parti républicain, radical et radical-socialiste | 28 261       | 40,16        | 33 635        | 49,24         | 3      |
|                | Radicaux indépendants                            | 15 214       | 21,62        | 16 677        | 24,41         | 0      |
|                | Section française de l'Internationale ouvrière   | 13 025       | 18,51        | 8 155         | 11,94         | 0      |
|                | Union socialiste républicaine                    | 5 824        | 8,28         | 9 843         | 14,41         | 1      |
|                | Parti communiste-SFIC                            | 5 156        | 7,33         |               |               | 0      |
|                | Parti démocrate populaire                        | 2 465        | 3,50         | 0             |               |        |
|                | Républicain national                             | 430          | 0,61         | 2             | 0,00          | 0      |
|                |                                                  |              |              |               |               |        |
| Inscrits       | Inscrits                                         | 84 122       | 100,00       | 84 143        | 100,00        | 4      |
| Votants        | Votants                                          | 72 617       | 86,32        | 70 400        | 83,67         |        |
| Abstentions    | Abstentions                                      | 11 505       | 13,68        | 13 743        | 16,33         |        |
| Blancs et nuls | Blancs et nuls                                   | 2 242        | 3,09         | 2 088         | 2,97          |        |
| Exprimés       | Exprimés                                         | 70 375       | 96,91        | 68 312        | 97,03         |        |

## Résultats par arrondissement

### Arrondissement de Dax
| Candidats      | Candidats       | Étiquette      | Premier tour | Premier tour | Deuxième tour | Deuxième tour |
| Candidats      | Candidats       | Étiquette      | Voix         | %            | Voix          | %             |
| -------------- | --------------- | -------------- | ------------ | ------------ | ------------- | ------------- |
|                | Robert Lassalle | PRRRS          | 9 076        | 41,28        | 13 546        | 63,94         |
|                | Mirat           | Rad. Indé.     | 5 963        | 27,12        | 7 638         | 36,06         |
|                | Labat           | PDP            | 2 465        | 11,21        |               |               |
|                | Louis Loustalot | SFIO           | 2 301        | 10,46        |               |               |
|                | Gilbert         | PC-SFIC        | 2 183        | 9,93         |               |               |
|                |                 |                |              |              |               |               |
| Inscrits       | Inscrits        | Inscrits       | 26 082       | 100,00       | 26 081        | 100,00        |
| Votants        | Votants         | Votants        | 22 511       | 86,31        | 21 799        | 83,58         |
| Abstention     | Abstention      | Abstention     | 3 571        | 13,69        | 4 282         | 16,42         |
| Blancs et nuls | Blancs et nuls  | Blancs et nuls | 523          | 2,32         | 615           | 2,82          |
| Exprimés       | Exprimés        | Exprimés       | 21 988       | 97,68        | 21 184        | 97,18         |

### Arrondissement de Mont-de-Marsan

#### 1recirconscription
| Candidats      | Candidats              | Étiquette            | Premier tour | Premier tour | Deuxième tour | Deuxième tour |
| Candidats      | Candidats              | Étiquette            | Voix         | %            | Voix          | %             |
| -------------- | ---------------------- | -------------------- | ------------ | ------------ | ------------- | ------------- |
|                | Robert Bézos           | PRRRS                | 8 330        | 49,18        | 9 114         | 52,77         |
|                | Charles Lamarque-Cando | SFIO                 | 7 527        | 44,44        | 8 155         | 47,22         |
|                | Landaboure             | PC-SFIC              | 651          | 3,84         |               |               |
|                | Guilloux               | Républicain national | 430          | 2,54         | 2             | 0,01          |
|                |                        |                      |              |              |               |               |
| Inscrits       | Inscrits               | Inscrits             | 20 229       | 100,00       | 20 242        | 100,00        |
| Votants        | Votants                | Votants              | 17 418       | 86,10        | 17 533        | 86,62         |
| Abstention     | Abstention             | Abstention           | 2 811        | 13,90        | 2 709         | 13,38         |
| Blancs et nuls | Blancs et nuls         | Blancs et nuls       | 480          | 2,76         | 262           | 1,49          |
| Exprimés       | Exprimés               | Exprimés             | 16 938       | 97,24        | 17 271        | 98,51         |

#### 2ecirconscription
| Candidats      | Candidats        | Étiquette      | Premier tour | Premier tour | Deuxième tour | Deuxième tour |
| Candidats      | Candidats        | Étiquette      | Voix         | %            | Voix          | %             |
| -------------- | ---------------- | -------------- | ------------ | ------------ | ------------- | ------------- |
|                | Antoine Dubon    | USR            | 5 824        | 43,48        | 9 843         | 79,44         |
|                | Maisonnave       | Rad. Indé.     | 2 657        | 19,84        | 2 547         | 20,56         |
|                | Castéra          | PRRRS          | 2 530        | 18,89        |               |               |
|                | Gérard Minvielle | SFIO           | 1 840        | 13,74        |               |               |
|                | Castets          | PC-SFIC        | 544          | 4,06         |               |               |
|                |                  |                |              |              |               |               |
| Inscrits       | Inscrits         | Inscrits       | 16 351       | 100,00       | 16 363        | 100,00        |
| Votants        | Votants          | Votants        | 13 941       | 85,26        | 13 004        | 79,47         |
| Abstention     | Abstention       | Abstention     | 2 410        | 14,74        | 3 359         | 20,53         |
| Blancs et nuls | Blancs et nuls   | Blancs et nuls | 546          | 3,92         | 614           | 4,72          |
| Exprimés       | Exprimés         | Exprimés       | 13 395       | 96,08        | 12 390        | 95,28         |

### Arrondissement de Saint-Sever
| Candidats      | Candidats      | Étiquette      | Premier tour | Premier tour | Deuxième tour | Deuxième tour |
| Candidats      | Candidats      | Étiquette      | Voix         | %            | Voix          | %             |
| -------------- | -------------- | -------------- | ------------ | ------------ | ------------- | ------------- |
|                | Pierre Fully   | PRRRS          | 8 325        | 46,11        | 10 975        | 62,83         |
|                | Poudenx        | Rad. Indé.     | 6 594        | 36,52        | 6 492         | 37,17         |
|                | Chartier       | PC-SFIC        | 1 778        | 9,85         |               |               |
|                | Broca          | SFIO           | 1 357        | 7,52         |               |               |
|                |                |                |              |              |               |               |
| Inscrits       | Inscrits       | Inscrits       | 21 460       | 100,00       | 21 457        | 100,00        |
| Votants        | Votants        | Votants        | 18 747       | 87,36        | 18 064        | 84,19         |
| Abstention     | Abstention     | Abstention     | 2 713        | 12,64        | 3 393         | 15,81         |
| Blancs et nuls | Blancs et nuls | Blancs et nuls | 693          | 3,70         | 597           | 3,30          |
| Exprimés       | Exprimés       | Exprimés       | 18 054       | 96,30        | 17 467        | 96,70         |